# Группа «Самолет»
«Самолет» — российская девелоперская компания. Является крупнейшим девелопером России (по состоянию на 2025 год) и вторым по объёмам строительства в Москве (2025) , в процессе строительства находится более 5 млн м² жилья. В 2024 году компания ввела в эксплуатацию более 1,3 млн м² недвижимости. С октября 2020 года акции «Самолета» торгуются на Московской бирже под тикером SMLT.

## История
Компания была основана в 2012 году экс-совладельцами компаний «Главстрой-СПб» и «СПб-Реновация» Михаилом Кениным и Игорем Евтушевским. Евтушевский стал генеральным директором и получил 7% акций компании, доля Кенина составила около 40%. Ещё одним совладельцем стал Павел Голубков, его доля составила также около 40%.
В октябре 2020 года «Самолет» вышел на IPO. Доля акций в свободном обращении составила 5%, позднее она увеличилась до 10%. 
В сентябре 2021 года 10% акций «Самолета» приобрели владельцы ГК «Киевская площадь» Год Нисанов и Зарах Илиев. В октябре 2024 года «Киевская площадь» вышла из капитала группы.
В 2022 году был основан фиджитал-сервис «Самолет Плюс». Компания оказывает услуги по поиску, покупке, продаже, аренде недвижимости.
В 2023 году «Самолет» приобрёл застройщика «МИЦ».
В феврале 2024 года «Самолет» купил банк «Система».
«Самолет» возглавил «Рейтинг уверенности российских застройщиков — 2024» от Forbes Russia.
В январе 2025 года «Самолет» купил 76% IT-компании «Клиентский сервис».
В июле 2025 года Михаил Кенин продал 2,41% акций, снизив долю в уставном капитале компании  до 29,19%. Также снизил своё участие ряд других акционеров-миноритариев.

## Собственники и руководство
По данным списка аффилированных лиц компании за второе полугодие 2024 года, её крупнейшими акционерами выступают: Михаил Кенин (30,29%), Павел Голубков (24,32%), Игорь Евтушевский (5,85%) и Дмитрий Голубков (2,18%). По оценке компании, в свободном обращении сейчас находится 20% акций. 
С ноября 2024 года генеральным директором является Анна Акиньшина.
Совладельцем части проектов «Самолета» в Москве и Ленинградской области является Максим Воробьёв, брат губернатора Московской области Андрея Воробьёва.
Михаил Кенин скончался 10 августа 2025 года.

## Рейтинги
- В июне 2020 года рейтинговое агентство НКР присвоило ПАО «Группа компаний „Самолет“» кредитный рейтинг A-.ru со стабильным прогнозом[23]. В июне 2021 года кредитный рейтинг подтвержден на уровне A-.ru, прогноз изменён со стабильного на позитивный[24]. В октябре 2021 года кредитный рейтинг был повышен с A-.ru до A.ru со стабильным прогнозом[25], в 2022 и 2023 годах оценка подтверждалась[26][27]. В 2024 году кредитный рейтинг повышен с A.ru до A+.ru со стабильным прогнозом[28], в 2025 году кредитный рейтинг подтвержден на уровне A+.ru, однако прогноз изменён со стабильного на негативный[29].
- Рейтинговое агентство «Эксперт РА» в октябре 2020 года присвоило компании рейтинг кредитоспособности на уровне ruА-, прогноз по рейтингу - стабильный[30]; в 2021 году рейтинг был подтвержден с тем же прогнозом[31]. В 2022 году рейтинг был подтвержден, прогноз по рейтингу изменён со стабильного на развивающийся[32]. В феврале 2023 года Эксперт РА отозвало без подтверждения рейтинг кредитоспособности по просьбе рейтингуемого лица[33].
- Рейтинговое агентство АКРА впервые присвоило компании кредитный рейтинг BBB+(RU) с прогнозом «Стабильный» в 2018 году[34], в 2019 году оценка была подтверждена[35], в 2020 году кредитный рейтинг подтвержден на уровне BBB+(RU), однако прогноз изменен на «Позитивный»[36]. В 2021 году АКРА повысило кредитный рейтинг до уровня А-(RU), изменив прогноз на «Стабильный»[37]; в 2022 году подтвердило кредитный рейтинг на уровне А-(RU), изменив прогноз на «Позитивный»[38]. В 2023 году кредитный рейтинг повышен до уровня А(RU) с прогнозом «Стабильный»[39]; в январе 2024 года кредитный рейтинг повышен до уровня А+(RU) с прогнозом «Стабильный»[40]; в декабре того же года понижен до А(RU) с прогнозом «Стабильный»[41].